# 箱根ケ崎駅

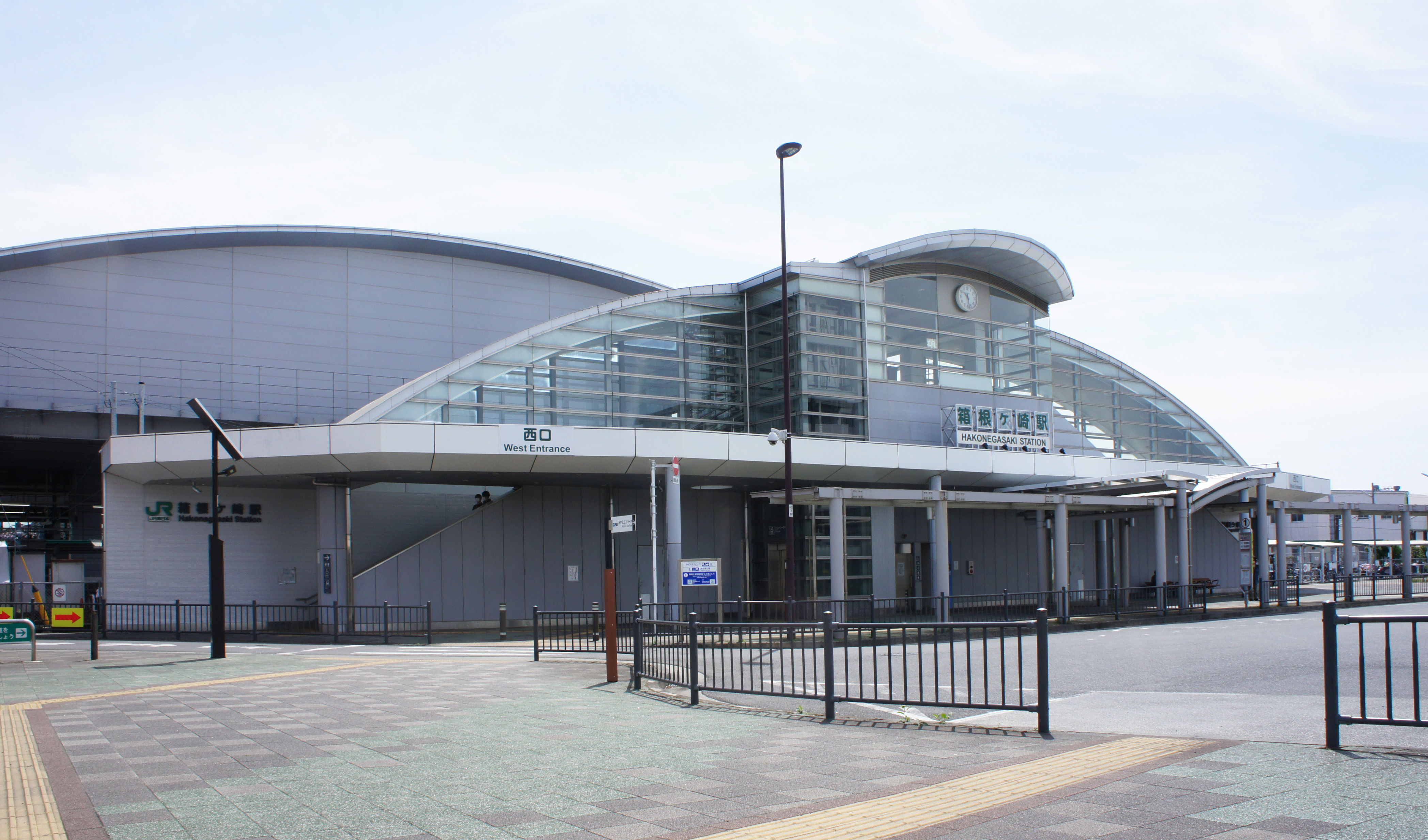
西口（2021年4月）

箱根ケ崎駅（はこねがさきえき）は、東京都西多摩郡瑞穂町大字箱根ケ崎にある、東日本旅客鉄道（JR東日本）八高線の駅である。八王子支社管轄。
瑞穂町の代表駅。多摩都市モノレール線が当駅まで延伸される計画がある（#多摩都市モノレールの乗り入れを参照）。

## 歴史
- 1931年（昭和6年）12月10日：国有鉄道八高線八王子 - 東飯能間開通と同時に開業[1]。旅客・貨物の取り扱いを開始[2]。
- 1961年（昭和36年）3月1日：貨物の取り扱いを一旦廃止[2]。
- 1970年（昭和45年）7月1日：貨物の取り扱いを再開[2]。
- 1984年（昭和59年）2月1日：貨物および荷物の取り扱いを再び廃止[2]。
- 1987年（昭和62年）4月1日：国鉄分割民営化に伴い、東日本旅客鉄道（JR東日本）の駅となる[2]。
- 1996年（平成8年）3月16日：八王子 - 高麗川間が電化される[3]。
- 1999年（平成11年）：貨物列車用待避線を撤去。
- 2001年（平成13年）11月18日：ICカード「Suica」の利用が可能となる[広報 1]。
- 2004年（平成16年）10月9日：橋上駅舎供用開始[1]、東西自由通路暫定供用開始。
- 2005年（平成17年）3月27日：東西自由通路竣工。
- 2010年（平成22年）2月28日：みどりの窓口の営業を終了。
- 2012年（平成24年）4月7日：西口ロータリー完成。

## 駅構造
島式ホーム1面2線を持つ地上駅で、橋上駅舎を有している。なお、橋上駅舎は将来の2面4線化を考慮した施設になっている。ホームと改札の間を連絡するエスカレーターとエレベーターが設置されている。待合室はホーム階段下にあり、エアコンが設置されている。また、出入口とコンコースを連絡するエスカレーター・エレベーターも設置されている。改札は一つのみで、改札を内から外へ抜けて左側が東口、右側が西口である。自転車等駐輪場は有料のものが東口と西口に設置されている。東出口の北側には自転車駐輪場に直結する出入口が設置されている。改札内には瑞穂町の特産品や観光についての紹介コーナーがある。
拝島営業統括センター（拝島駅）管理の業務委託駅（JR東日本ステーションサービス委託）。改札外コンコースには自動改札機・自動券売機・多機能券売機・指定席券売機が設置されている。改札内には自動精算機があるほか、トイレ（多機能トイレ併設）も設置されている。トイレは改札内の他にも駅の外、ちょうど東西の自由通路下に瑞穂町管理の公衆トイレが併設されている。
かつてはみどりの窓口も営業していたが、2010年2月28日をもって閉鎖された。2022年現在、駅員配置時間は日中時間帯のみとなっており、時間外は自動券売機が稼働せず、自動改札機もICカード専用となる。このため、当該時間帯にICカード以外で乗車する場合は、券売機近くに設置されている乗車駅証明書発行機を利用した上で入場することとなる。
2004年に橋上駅舎が暫定供用されるまでは、駅東側に木造駅舎があり、ホームとの間は露天の跨線橋で連絡していた。木造駅舎時代は自動改札機と自動精算機は設置されておらず、Suicaサービス開始以降、簡易Suica改札機が設置されていた。
のりばは旧駅本屋のあった東口側を1番線として以下の通りとなる。

### のりば
| 番線 | 路線    | 方向 | 行先             | 備考                     |
| ---- | ------- | ---- | ---------------- | ------------------------ |
| 1    | ■八高線 | 上り | 拝島・八王子方面 | 一部列車は2番線          |
| 2    | ■八高線 | 下り | 高麗川・高崎方面 | 高崎方面は高麗川乗り換え |
| 2    | ■川越線 | 下り | 川越方面         | 高崎方面は高麗川乗り換え |

（出典：JR東日本:駅構内図）
- 当駅始発の拝島・八王子方面行きは2番線から発車する。

| 運転番線 | 営業番線 | ホーム | 拝島・八王子方面着発 | 高麗川・川越方面着発 | 備考     |
| -------- | -------- | ------ | -------------------- | -------------------- | -------- |
| 1        | 1        | 4両分  | 出発可               | 到着可               | 上り本線 |
| 2        | 2        | 4両分  | 到着・出発可         | 出発可               | 下り本線 |

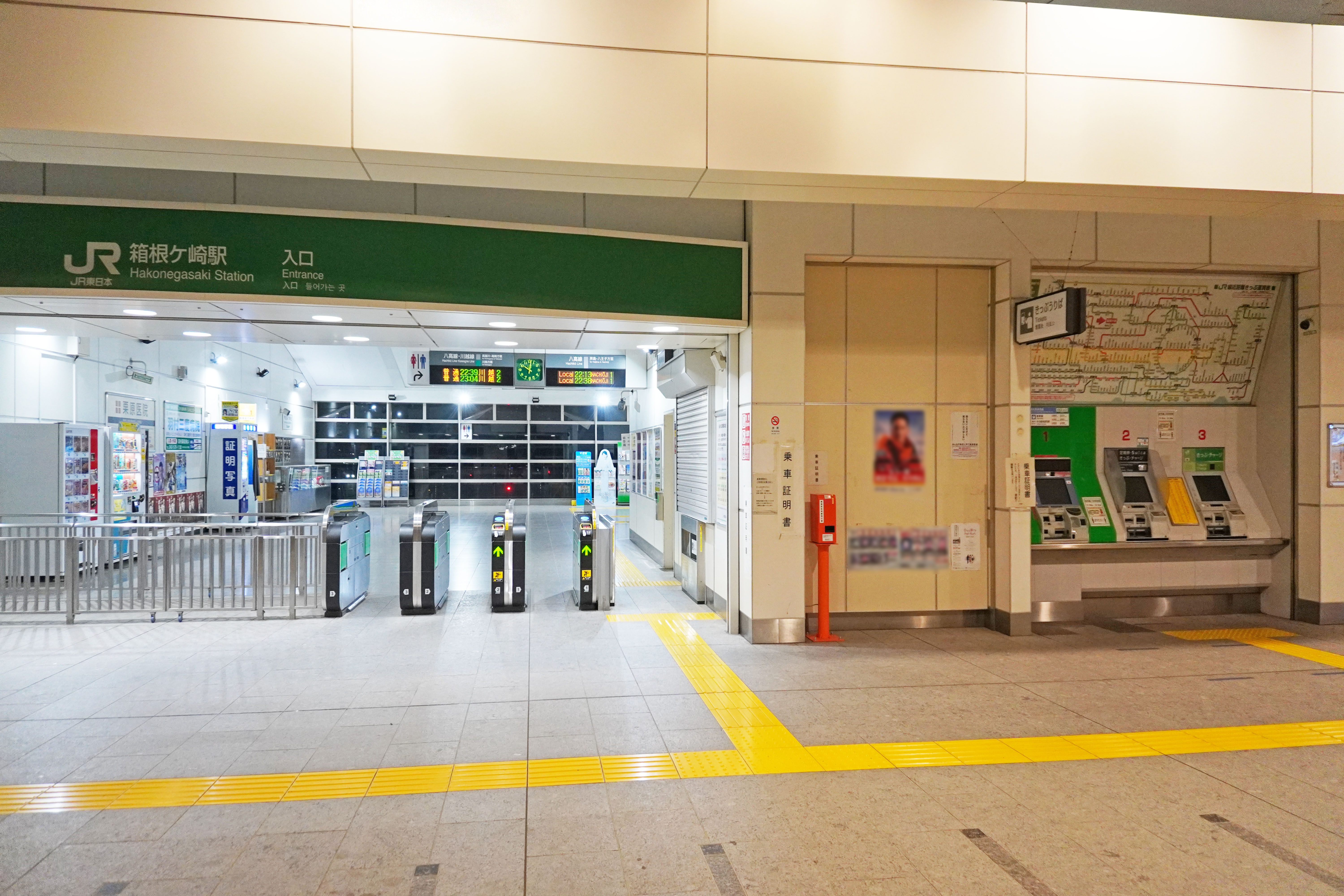
改札口と切符売り場（2023年2月）
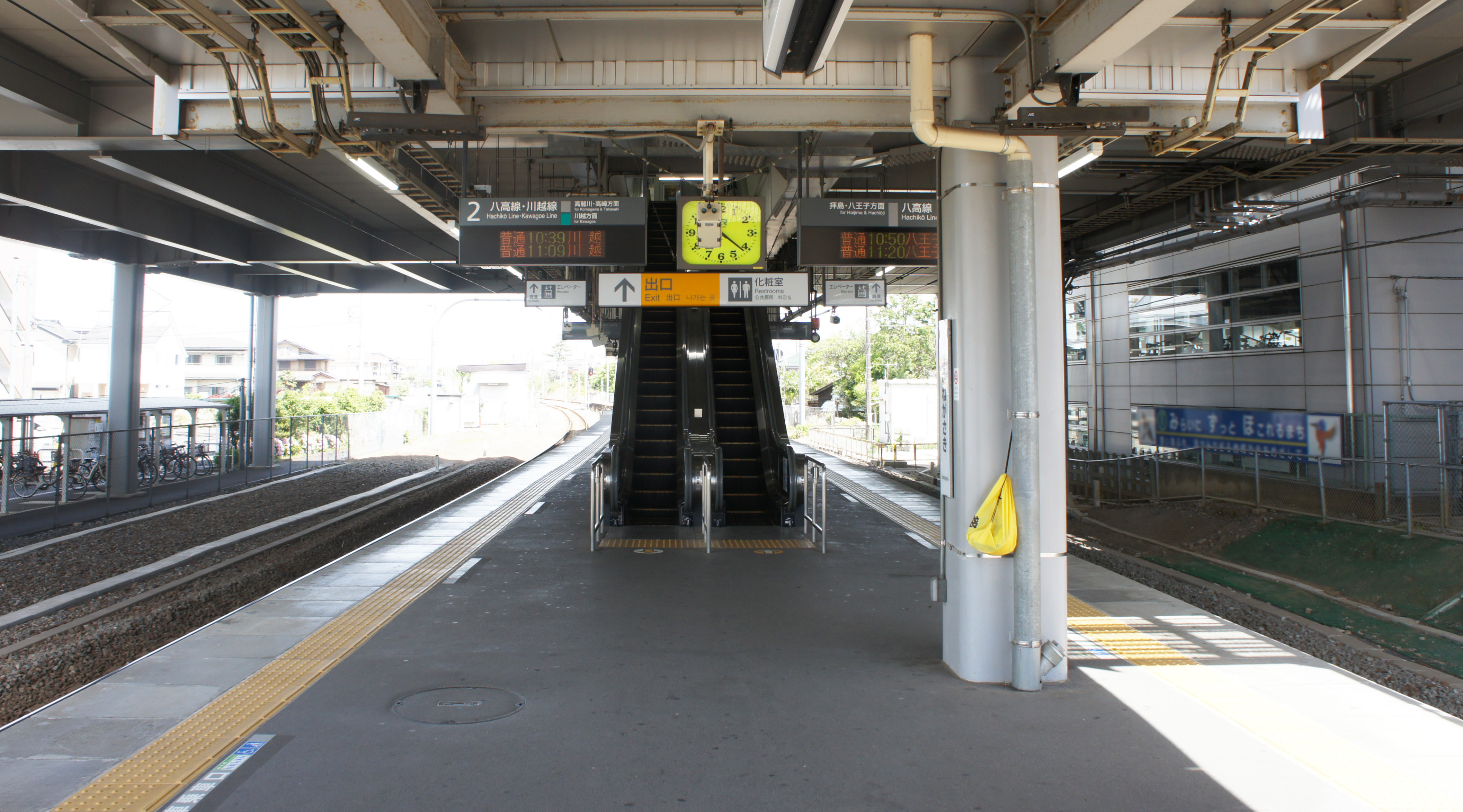
ホーム（2021年4月）

## 利用状況
2023年度（令和5年度）の1日平均乗車人員は3,974人である。
JR東日本および東京都統計年鑑によると、1990年度（平成2年度）以降の1日平均乗車人員の推移は以下の通り。
| 年度               | 1日平均 乗車人員 | 出典     |
| ------------------ | ---------------- | -------- |
| 1990年（平成02年） | 3,534            | [ * 1 ]  |
| 1991年（平成03年） | 3,653            | [ * 2 ]  |
| 1992年（平成04年） | 3,699            | [ * 3 ]  |
| 1993年（平成05年） | 3,852            | [ * 4 ]  |
| 1994年（平成06年） | 3,737            | [ * 5 ]  |
| 1995年（平成07年） | 3,626            | [ * 6 ]  |
| 1996年（平成08年） | 3,825            | [ * 7 ]  |
| 1997年（平成09年） | 3,788            | [ * 8 ]  |
| 1998年（平成10年） | 3,825            | [ * 9 ]  |
| 1999年（平成11年） | 3,828            | [ * 10 ] |
| 2000年（平成12年） | 3,756            | [ * 11 ] |
| 2001年（平成13年） | 3,757            | [ * 12 ] |
| 2002年（平成14年） | 3,890            | [ * 13 ] |
| 2003年（平成15年） | 3,768            | [ * 14 ] |
| 2004年（平成16年） | 3,766            | [ * 15 ] |
| 2005年（平成17年） | 3,851            | [ * 16 ] |
| 2006年（平成18年） | 3,887            | [ * 17 ] |
| 2007年（平成19年） | 3,980            | [ * 18 ] |
| 2008年（平成20年） | 4,054            | [ * 19 ] |
| 2009年（平成21年） | 4,036            | [ * 20 ] |
| 2010年（平成22年） | 4,107            | [ * 21 ] |
| 2011年（平成23年） | 4,112            | [ * 22 ] |
| 2012年（平成24年） | 4,264            | [ * 23 ] |
| 2013年（平成25年） | 4,383            | [ * 24 ] |
| 2014年（平成26年） | 4,372            | [ * 25 ] |
| 2015年（平成27年） | 4,419            | [ * 26 ] |
| 2016年（平成28年） | 4,395            | [ * 27 ] |
| 2017年（平成29年） | 4,408            | [ * 28 ] |
| 2018年（平成30年） | 4,490            | [ * 29 ] |
| 2019年（令和元年） | 4,384            | [ * 30 ] |
| 2020年（令和02年） | 3,258            |          |
| 2021年（令和03年） | 3,620            |          |
| 2022年（令和04年） | 3,848            |          |
| 2023年（令和05年） | 3,974            |          |

## 駅周辺
東側は江戸時代の宿場町「箱根ヶ崎宿」であり、現在も南北を新旧青梅街道、東西を新旧国道16号と、幹線道路に囲まれている。すぐ南側に横田基地があり、周辺には防衛省の管理する国有地が点在する。
東口は都道166号（旧国道16号・東京環状）に面し、住宅街と古くからの商店街がある。東京環状の東側を南北に通ずる町道4号線が、かつての日光脇往還である。
西口は2000年頃から再開発が進み、乗車人員も増加した。さらに羽村街道の延伸により、2013年（平成25年）に新青梅街道・国道16号（瑞穂バイパス）と接続された。
- 瑞穂町郷土資料館（けやき館）
- 福生警察署箱根ヶ崎駅前交番
  - 福生警察署箱根ヶ崎駐在所
- 瑞穂町役場
- 瑞穂町図書館
- 瑞穂郵便局
- みずほエコパーク
- 瑞穂ビューパーク
- 東京都道44号瑞穂富岡線（岩蔵街道）
- 残堀川
- 狭山池公園、狭山池緑地、六道山公園
- 狭山丘陵 - 瑞穂町は丘陵の西端に位置する。
- 東京都立瑞穂農芸高等学校
- 東京都立羽村高等学校
- 東京都立武蔵村山高等学校
- 東野高等学校
- 狭山ヶ丘高等学校・付属中学校

## バス路線

### 東口ロータリー
停留所名は立川バスが「箱根ヶ崎駅東口」、西武バスが「箱根ヶ崎駅」である。
1番乗り場
- 立12：立川駅北口（砂川七番経由）
- 立12-1：立川駅北口
- 立12-2：立川駅北口（三ツ藤経由）
- 立13-1：立川駅北口（三ツ藤・イオンモール経由）

2番乗り場
- 福13：福生駅東口
- 昭24：昭島駅北口（三ツ藤・西武立川駅入口経由）

3番乗り場
- 入市44：入間市駅
- 入市54：入間市駅（三井アウトレットパーク経由）
- 瑞穂町コミュニティバス（石畑・殿ヶ谷コース、元狭山コース）

### 西口
停留所名は立川バスが「箱根ヶ崎駅西口」、都営バスが「箱根ヶ崎駅前」である。
従来の都営バス梅70系統は東口発着であったが、青梅街道での道路工事による迂回のため、2025年4月1日より西口発着に変更された。箱根ヶ崎駅前を経由しない便については、駅西側の新青梅街道上にある「箱根ヶ崎」が最寄りとなる。
1番乗り場
- 羽12-1：羽村駅東口（羽村団地経由）
- 羽13：羽村駅東口（羽村高校・日野自動車経由）
- 梅70：青梅車庫 / 花小金井駅北口（平日・土曜の一部便のみ）

2番乗り場
- IHI01：IHI（直行）
- 瑞穂町コミュニティバス（元狭山・長岡コース）

## その他
当駅には武州鉄道や西武鉄道（西武村山線）などによるいくつかの新線・既成線の延伸計画が持ち上がったが、すべて計画のみで、建設には至らなかった。

### 多摩都市モノレールの乗り入れ
上北台駅から当駅まで多摩都市モノレールの延伸が計画されている。1992年（平成4年）には東京都が「事業化すべき路線」に、2002年（平成14年）には国の運輸政策審議会で「整備推進すべき路線」とされたが、これまで具体的な計画には至っていなかった。
その後2020年（令和2年）1月23日、東京都は上北台 - 箱根ヶ崎間の延伸事業に着手することを正式に発表した。開業時期は未定だが2032年頃を目指しており、建設費は約800億円と試算されている。
東京都はモノレール駅の設置場所について、東口側の駅前ロータリーを挟んだ都道上に設ける予定としながらも、JR駅との連絡通路などの設置については瑞穂町が検討していると述べている。

### 車両基地建設計画
駅の北側に八高線用の車両基地を建設する計画がある。すでに用地買収も行われており、JR東日本の計画にも「箱根ヶ崎電車区（仮称）」と記載されている。八高線・川越線で運用されている川越車両センター配置編成にも「箱根ヶ崎」の行先表示がある（なお2014年1月現在、平日は2往復、土曜・休日は1往復、当駅で八王子方面へ折り返す電車が設定されている）。2023年時点では工事が行われていない。
かつては中央線快速で運用されていた201系にも「箱根ヶ崎」の行先表示が用意されていた。2008年3月15日のダイヤ改正で中央線快速の東京発箱根ヶ崎・武蔵五日市行が1本新設されたが、この時に201系は分割運用から離脱し、E233系による運用となっている。

## 隣の駅
東日本旅客鉄道（JR東日本）
■八高線
東福生駅 - 箱根ケ崎駅 - 金子駅

### 記事本文